# Sara-Jane Caumartin
Pour les articles homonymes, voir Caumartin.
Sara-Jane Caumartin, née le 15 décembre 1995, est une céiste canadienne pratiquant la course en ligne.

## Carrière
Aux Championnats du monde 2013 à Duisbourg, Sara-Jane Caumartin remporte la médaille d'or en C2 500 mètres avec Laurence Vincent-Lapointe. 